# 國家藝術、工藝與設計中心
國家藝術、工藝與設計中心（葡萄牙語：Centro Nacional de Arte, Artesanato e Design，簡稱CNAD）是位於維德角明德盧的一個文化中心，坐落於一座19世紀葡萄牙殖民時期的建築內。是該國第一個從零開始建立的文化機構。

## 歷史
該建築最初於19世紀末為參議員維拉·克魯斯建造。1950年，巴拉文托廣播電台（Rádio Barlavento）進駐該建築。1979年電台搬遷後，該建築被改建為現在的博物館。明德盧當地的建築公司拉莫斯·卡斯特拉諾建築師事務所宣布將於2018年對現有博物館建築進行翻新，並建造一座與其相連的新博物館建築。新館於2022年7月30日開放，其外觀以大量彩色桶蓋包覆，創建一個覆蓋整個博物館的獨立外殼。